# George Lopez
George Lopez, né le 23 avril 1961, est un humoriste, acteur et animateur de talk show américain. Il est surtout connu pour être la vedette de la sitcom Une famille du tonnerre.

## Biographie
George Lopez, d'origine mexicaine, est né le 23 avril 1961 dans le quartier de Mission Hills à Los Angeles, en Californie. Il est abandonné par son père à l'âge de deux mois et par sa mère à dix ans. Il est ensuite élevé par ses grands-parents Benita et Refugio Gutierrez. Lopez est diplômé en 1979 à la San Fernando High School. George Lopez est célèbre pour sa comédie, il a commencé sa carrière en 1983, après quoi en 1987, George Lopez est apparu dans différentes émissions de télévision, d'abord dans l'émission télévisée Comedy Club, puis dans The Arsenio Hall Show.

### Vie privée
En 1993, il épouse Ann Serrano. Le couple a une fille, Maya Lopez mais divorce le 23 novembre 2010, citant « des différences irréconciliables ». Le divorce a été finalisé le 1er juillet 2011.
George Lopez souffre d'une maladie génétique qui détériore ses reins. Ses médecins lui avaient dit en avril 2004 qu'il devrait exiger une greffe d'organe, mais il a reporté l'opération jusqu'à ce que finisse la quatrième saison de la série Une famille du tonnerre. En 2005, son épouse, Ann Serrano, lui fait don d'un de ses reins. La transplantation réussit.

## Carrière

### Radio
En 1999, il anime la matinale pour Clear Channel Communications.

### Télévision

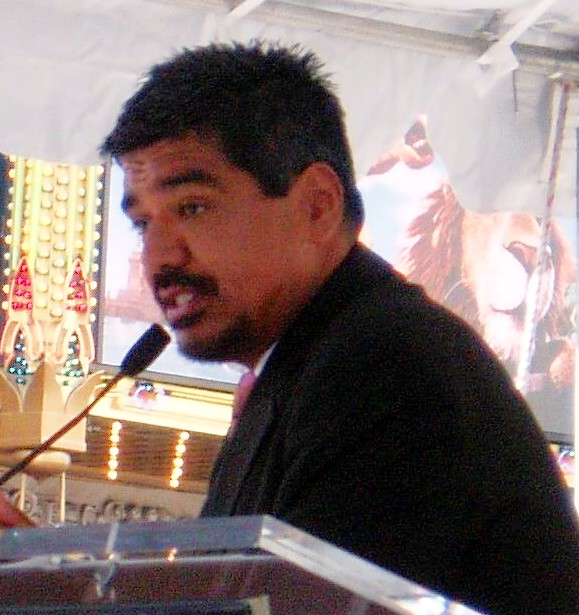
George Lopez à l'inauguration de son étoile sur Hollywood Walk of Fame.

En 2000, après plusieurs années de spectacle de stand up, il est approché par l'actrice Sandra Bullock pour le produire. Bullock voulait pallier le manque de série qui s’appuie sur la culture latino-américaine sur les chaines de langue anglaise. La série Une famille du tonnerre est commandée en 2002 par ABC. Par ce fait, George Lopez devient l'un des rares hispaniques présent à la télévision américaine. Lopez occupe plusieurs fonctions dans la série : co-créateur, scénariste, producteur et star de l'émission.
Le 15 mai 2007, ABC annonce l'arrêt de la série après sa sixième saison. George Lopez participe alors en tant que commentateur à Inside the NFL sur HBO pendant la saison 2003 de la NFL.
Lopez apparaît en guest star dans la cinquième saison de Reno 911! en 2008 interprétant le rôle du maire de Reno.
Le 28 mars 2009, PBS annonce que George Lopez prendra les commandes de son propre late-night show, Lopez Tonight. Le show ne dure que deux saisons.
En 2014, FX commande dix épisodes de la sitcom Saint George dont George Lopez est l'acteur principal. La série est un succès et FX commande une seconde saison de 90 épisodes. Mais, FX annonce l'annulation de la série après une seule saison le 25 juin 2014.
En aout 2015, TV Land annonce le début d'une sitcom semi-autobiographique, avec George Lopez en vedette, intitulé Lopez, prévu pour mars 2016.

## Filmographie

### Cinéma
- 2000 : Bread and Roses : Perez
- 2002 : Ana : Mr Guzman
- 2005 : Les Aventures de Shark Boy et Lava Girl : Mr. Electric /Tobor /Le Gardien de la Glace /Mr. Electricidad
- 2005 : Une famille 2 en 1
- 2007 : Tortilla Heaven : Everardo
- 2007 : Henry Poole : Un prêtre
- 2007 : Balles de feu : Agent Ernie Rodriquez
- 2008 : Swing Vote : La Voix du cœur : Le directeur d'une chaîne de télévision locale
- 2008 : Le Chihuahua de Beverly Hills : Papi le chihuahua (voix)
- 2009 : Un papa très spécial : Eddie Serrano
- 2009 : Kung Fu Nanny : Glaze
- 2010 : Valentine's Day : Alphonso
- 2010 : Marmaduke : Carlos le chat (voix)
- 2011 : Skank Robbers
- 2011 : Rio : Rafael le toucan (voix)
- 2011 : Les Schtroumpfs : Le Schtroumpf grognon (voix)
- 2011 : Le Chihuahua de Beverly Hills 2 : Papi le chihuahua (voix)
- 2012 : Le Chihuahua de Beverly Hills 3 : Papi le chihuahua (voix)
- 2013 : Les Schtroumpfs 2 : Le Schtroumpf grognon (voix)
- 2014 : Rio 2 : Rafael (voix)
- 2014 : La Vida Robot
- 2018 : Gare aux Gnomes : Zook (voix)
- 2018 : Cops Incrimination (River Runs Red) de Wes Miller : Javier
- 2020 : No Man's Land de Conor Allyn : Ramirez
- 2023 : Blue Beetle d'Angel Manuel Soto : Rudy

### Télévision
- 2002-2007 : Une famille du tonnerre : lui-même
- 2004 : La Star et l'Enfant : Henry Ramiro